# Ngư lôi Type 93
Ngư lôi Type 93 (九三式酸素魚雷/ さんそぎょらい Kyū san-shiki sanso gyorai) là loại ngư lôi có đường kính 610 mm được sử dụng bởi Hải quân Đế quốc Nhật Bản (do được thiết kế theo lịch của Nhật Bản khi đó là năm 2593). Ngư lôi Type 93 còn được gọi với tên tiếng Anh là Long Lance bởi các sử gia hải quân hiện đại. Biệt danh này được đặt cho ngư lôi Type 93 bởi nhà sử gia hải quân Mĩ Samuel Eliot Morison, người đã trải qua cuộc Chiến tranh Thế giới thứ 2 trên Mặt trận Thái Bình Dương. Đây là loại ngư lôi hiện đại nhất được biết đến trên thế giới vào thời điểm đó.

## Phát triển
Việc phát triển ngư lôi Type 93 (song song với việc phát triển mô hình tàu ngầm sử dụng nó và cả ngư lôi Type 95) bắt đầu vào năm 1928 dưới sự bảo trợ của thiếu tướng hải quân Kishimoto Kaneji và thuyền trưởng Asakuma Toshihide. Vào thời điểm đó kẻ thù mạnh nhất của hải quân Nhật Bản là các hạm đội Thái Bình Dương của Hoa Kỳ. Học thuyết của hải quân Hoa Kỳ là phỏng đoán một cuộc xâm lược của Nhật Bản vào Philippines (đây là khu vực thịnh vượng của người Mỹ vào thời điểm đó) để gọi các hạm đội ra chiến tuyến tại vùng biển Thái Bình Dương để chiếm lại Philippines và tiêu diệt các hạm đội Nhật Bản. Trong khi Hải quân Hoàng gia Nhật Bản có ít tàu chiến hơn Hoa Kỳ nên họ quyết định sử dụng các lực lượng nhỏ như tàu tuần dương nhỏ, tàu khu trục và tàu ngầm tấn công thọc sườn các hạm đội địch (hầu hết là vào ban đêm) làm giảm đáng kể số lượng của chúng trước khi bước vào trận chiến chính. Sau khi số lương tàu của Hoa Kỳ bị giảm xuống thê thảm thì các tàu chủ lực của hải quân Hoàng gia Nhật Bản sẽ tấn công vào các tàu còn lại trong một trận hải chiến lớn.
Hải quân Đế quốc Nhật Bản dự tính phát triển một loại ngư lôi hạng nặng, lớn và có khả năng hoạt động tầm xa. Một loại ngư lôi mà thậm chí các tàu chiến nhỏ như khu trục hạm cũng có thể làm thiệt hại nặng các tàu chiến cực lớn. Các nghiên cứu Hải quân Hoàng gia Nhật Bản tập trung vào việc sử dụng oxy nén thay cho không khí chỉ có 21% là oxy làm nhiên liệu oxy cho hệ thống đẩy của ngư lôi, với việc gắn thêm hệ thống rãnh dẫn nước làm mát (không những giải quyết được vấn đề bộ phận đẩy trở nên quá nóng kích nổ nhiên liệu mà còn sử dụng hơi nước được tạo ra để đẩy ngư lôi nhanh hơn) khi sử dụng các nhiên liệu đẩy như methanol hoặc êtanol. Oxy nguyên chất có sức mạnh gấp năm lần oxy hóa lỏng bình thường trong cùng một thể tích bình chứa tăng tốc độ đẩy cũng như tầm xa của ngư lôi, cũng như việc giảm ni tơ trong nhiên liệu sẽ làm giảm việc tạo thành cacbon dioxide vốn có khả năng hòa tan trong nước cũng như tạo thành hơi nước sẽ làm giảm việc ngư lôi bị phát hiện với một cái đuôi dài màu xanh phía sau. Tuy nhiên cũng giống với nhiều ngư lôi khác khi bắn vào ban đêm nó không thể tránh được việc phát quang khi đốt cháy nhiên liêu.
Oxy nén khá nguy hiểm khi sử dụng và đòi hỏi phải có một quá trình nghiên cứu và phát triển lâu dài, cũng như tổ chức nhiều khóa huấn luyện cho những người sử dụng ngư lôi trên các tàu chiến để có thể sử dụng các ngư lôi này theo cách an toàn nhất có thể. Tuy nhiên các kỹ sư của Hải quân Hoàng gia Nhật Bản đã tìm được cách khắc phục bằng cách gắn thêm một động cơ nén khí sử dụng không khí nén để bắt đầu đốt nhiên liệu trước khi chuyển sang oxy nén nguyên chất và họ đã tránh được việc nhiên liệu bị đốt một cách không kiểm soát khi vừa được kích hoạt vốn đã gây phát nổ nhiều lần trước đó. Đề che giấu việc sử dụng oxy nguyên chất làm nhiên liệu đẩy cho ngư lôi nếu các ngư lôi này bị kẻ thù vớt lên thùng chứa oxy được ghi là thùng chứa không khí nén phụ. Có thể nói loại ngư lôi sử dụng oxy nén đã được Hải quân Đế quốc Nhật Bản phát triển đầu lần tiên trên thế giới.
Type 93 có tầm hoạt động tối đa là 40 km (khoảng 21,5 hải lý) với tốc độ 38 hải lý (70 km/h) với đầu đạn chứa 490 kg thuốc nổ mạnh. Với khả năng hoạt động xa, tốc độ cao và đầu đạn mạnh chúng là những cú đánh chí mạng cho các trận hải chiến trên biển. Ngược lại ngư lôi được sử dụng rộng rãi của Hải quân Hoa Kỳ trong Chiến tranh thế giới thứ hai là ngư lôi Mark 15 nhỏ hơn nhiều. Loại 93 được phóng trên các ông phóng 61 cm gắn vào bong tàu của tàu khu trục và tàu tuần dương. Tàu khu trục Nhật (từ lớp Fubuki trở đi),không giống như khu trục của các nước khác, có hộp sắt bảo vệ rãnh phóng có khả năng chống các loại đạn trái phá và các ống nạp lại ngư lôi. Trong khi gần như tất cả các tàu tuần dương của Hải quân Hoàng gia Nhật Bản dược trang bị ngư lôi oxy thì với Hoa Kỳ không có tuần dương hạm hạng nặng nào được trang bị ngư lôi chỉ có tàu tuần dương hạng nhẹ lớp Atlanta mới được trang bị các chúng.
Những trận hải chiến đầu tiên bắt đầu khoảng 1942-1943, các tàu khu trục và tàu tuần dương hạng nhẹ quân Đồng Minh vốn được trang bị rất nhiều súng. Các tàu chiến của Hoa Kỳ, Úc và New Zealand thì nghĩ các tàu của Nhật Bản chỉ có thể phóng ngư lôi trong phạm vi 10 km (5,4 hải lý) trở xuống khi mang phạm vi tiêu chuẩn của ngư lôi mà mình đang sử dụng ra làm thước đo. Rất nhiều tàu chiến của quân Đồng Minh bị trúng ngư lôi trong phạm vi xa đến nỗi các hoa tiêu của họ nghĩ rằng các ngư lôi này được bắn ra từ các tàu ngầm vì không thấy được bất kỳ tàu nổi nào xung quanh phạm vi 10.000 m vốn là giới hạn tầm bắn của các tháp pháo lớn của tàu chiến. Một số ít các ngư lôi sau khi vượt ra khỏi phạm vi hoạt động của mình thì trôi nổi một cách tự do và vô tình đánh chìm một số tàu của quân Đồng Minh khiến họ nghĩ là mình vừa bị vướng thủy lôi. Các khả năng của loại 93 đã không được quân Đồng Minh đánh giá đúng mức cho đến khi một quả được vớt lên năm 1943.
Ngư lôi Type 97 có đường kính 450 mm là mẩu thiết kế dùng cho tàu ngầm loại nhỏ tương tự như loại 93 nhưng không được thành công lắm, và sau đó dược thay bằng ngư lôi Type 91. Ngư lôi Type 95 cũng có thiết kế tương tự với Type 93 nhưng có đường kính 533 mm) được sử dụng bởi một số ít tàu ngầm của Hải quân Hoàng gia Nhật Bản thì lại gần như thành công tuyệt đối.
Việc sử dụng ngư lôi oxy tuyệt đối không được có bất kỳ sơ suất gì. Nó rất dễ bị kích nổ và có sức nổ vượt qua tất cả những loại ngư lôi sử dụng khí nén lúc đó. Với một đầu đạn mạnh và cả một thùng nhiên liệu cực mạnh nó thường hay đánh đắm hoặc làm hư hỏng rất nặng các tàu khu trục và tàu tuần dương mang nó. Cũng như việc tấn công bằng máy bay của Hoa Kỳ nhằm vào các tàu của Nhật Bản trở nên thường xuyên, các thuyền trưởng của các tàu bị tấn công có hai quyết định một là vứt bỏ các ngư lôi để tránh chúng phát nổ, hai là cố gắng giữ chúng để sử dụng sau này. Một số ngư lôi bị vứt bỏ được vớt lên bởi tàu của quân Đồng Minh vốn có ý định mang chúng đi nghiên cứu nhưng do không biết cách xử lý chúng hay vô tình kích hoạt nhiên liệu cũng như việc lưu trữ không đảm bảo an toàn nên một số tàu chiến của họ đã bị đánh chìm hoặc hư hại nặng từ bên trong.
Lấy ví dụ với chiếc tuần dương hạm hạng nặng Chikuma đã quyết định vứt bỏ ngư lôi oxy của nó trước khi bị bỏ bom bởi các máy bay của Hải quân Hoa Kỳ trong trận hải chiến ở quần đảo Santa Cruz. Và trong trận hải chiến nổi tiếng ngoài khơi Samar (phía Đông Philippines) tàu hộ tống khu trục hạm Samuel B. Roberts của Hải quân Hoa Kỳ đã nhắm bắn khẩu pháo 127 mm của mình vào chiếc tuần dương hạm hạng nặng Chokai đã kích nổ ngư lôi trên chiến hạm đó làm vô hiệu hóa bánh lái và động cơ cũng như khiến nó như bị chìm vào ngày hôm sau.

## Đặc điểm kỹ thuật
Ví dụ tiêu biểu nhất của loại ngư lôi này là tầm hoạt động và tốc độ có năng tinh chỉnh khác nhau.
- 22.000 m với từ 48 đến 50 kn (89 đến 93 km/h)
- 33.000 m với từ 37 đến 39 kn (69 đến 72 km/h)
- 40.400 m với từ 33 đến 35 kn (61 đến 65 km/h)

Tuy nhiên hải quân Hoàng gia Nhật Bản huấn luyện cho thủy thủ rằng các ngư lôi Oxy có hiệu quả cao nhất khi tấn công ở cự ly 11 km (5,9 hải lý) với 42 kn (78 km/h).
Với khoảng cách bắt đầu tấn công xa hơn 10 km (5,4 hải lý) rất có hiệu quả nếu như các tàu chiến là mục tiêu đi thẳng với cùng vận tốc trong vòng vài phút khi ngư lôi đang tiến đến. Điều này đôi khi xảy ra khi các tàu khu trục Nhật làm việc theo nhóm với việc một chiếc sẽ dụ tàu tàu tuần dương đổi theo với tốc độ cao đánh lạc hướng sự quan sát trong khi chiếc tứ hai ngắm bắn trong đêm. Hoặc các tàu sân bay đang phóng máy bay lên để chiến đấu có thể trở thành mục tiêu dễ dàng của tàu ngầm trong các chiến dịch phía Nam Thái Bình Dương khoảng 1942-1943.
Ngư lôi loại 93 có trang bị đầu đạn nặng khoảng 2,7 tấn, với 490 kg thuốc nổ mạnh được nhồi vào.
Thiếu tướng hải quân Rai Jungo đã nhắc đến loại ngư lôi này trong chương "Ngư lôi" trong một cuốn sách có tựa đề được dịch là "Chi tiết đầy đủ về các loại vũ khí bí mật" được xuất bản lần đầu tiên bởi nhà xuất bản Koyo-sha tại Nhật Bản năm 1952.
Phần thân chính của ngư lôi là khoang chứa đầy khí oxy nén nguyên chất và hai khoang khí nén nhỏ (khoảng 13 lít), các van điều tiết để ngăn không cho khí nén thổi ngược ra nối với hai khoang nhỏ chứa khí nén thông thường. Đầu tiên khí nén thường sẽ trộn với nhiên liệu để đốt làm nóng bộ phận đẩy. Với việc này nhiên liệu sẽ cháy một cách đều đặn với hỗn hợp khí nén (nếu oxy nguyên chất được sử dụng trong công đoạn này thì với sức cháy của nó kết hợp với nhiên liệu thường gây nổ do chúng cháy quá mạnh không kiểm soát). Khi áp suất trong hai khoang khí nén từ từ mất đi thì van khóa khoang chứa khí oxy sẽ từ từ mở ra và oxy đi vào hai khoang chứa khí nén. Rất nhanh sau đó hai khoang chứa khí nén sẽ chứa đầy oxy nguyên chất và tiếp tục quá trình đốt cháy mạnh mẽ trong động cơ đẩy.
Các ngư lôi này cần được bảo dưỡng một cách kỹ lưỡng. Tàu sử dụng loại ngư lôi này đòi hỏi phải có hệ thống trích và nén khí oxy để có thể sử dụng loại ngư lôi loại 93.
Nó có thể được tháo rời ra thành nhiều phần khác nhau: đầu đạn, khoang chứa khí nén, bộ phận nổi phía trước, động cơ đẩy, bộ phận nổi phía sau, đuôi bánh lái và đinh ốc vít.
Phần đầu động cơ đẩy của ngư lôi Oxy là động cơ hai pit tông xi lanh sử dụng nhiên liệu dầu. Phần thứ hai là hai khoang khí nén có tên mật mã là 98% nguyên chất, từ "oxy nguyên chất" không được sử dụng vì lý do bảo mật. Nó có thể dễ dàng phát nổ nếu có bất kỳ giọt dầu nào lọt vào trong ống dẫn khí gây nghẹt. Vì thế lạm sạch các ống dẫn khí là công đoạn quan trọng nhất trong việc bảo trì ngư lôi oxy. Nó mất đến 4 hoặc 5 ngày để hoàn thành. Việc sử dụng động cơ đẩy bằng oxy nguyên chất thuộc hàng tối mật của Hải quân Hoàng gia Nhật Bản.
Khoang thứ nhất là khoang chứa khí nén bình thường có áp lực đến 230 atm với thể tích 13,5 lít dùng để kích hoạt động cơ đẩy.
Khoang thứ hai chứa oxy nén nguyên chất có áp lực 225 atm với thể tích 980 lít phần khoang chính được làm nguyên một khối bằng chất liệu hợp kim thép niken chromium-molybdenum, hợp kim này còn được dùng làm lớp giáp cho các chiến hạm.
Nhiên liệu đẩy oxy hỗn hợp được kích hoạt trong buồng đốt sẽ đẩy các pit tong và một trục điều khiển. Có một bánh răng hình nón ở trục. Trục chính có các vòng bi bên trong và bên ngoài dược gắn với đuôi có một vòng cùng bốn bánh lái có thể xoay ngược lại khi có góc lệch như thế sẽ không làm lệch hướng ngư lôi và hướng nó đi thẳng theo đúng đường vạch ra.
Lớp vỏ ngoài của ngư lôi làm bằng thép dày 3,2 mm, nhưng ở chính giữa chỉ dày có 1,8 mm và được xẻ rãnh để dẫn nước vào làm mát hệ thống đẩy.
Cũng có thêm hai khoang chứa không khí với tổng dung tích là 40,5 lít có áp suất lên đến 230 atm phía đầu và đuôi dùng để ổn định độ nổi của ngư lôi cũng như ổn định phần đuôi không cho nó quay một cách không kiểm soát.
Cùng với một thước đo độ sâu để kiểm soát độ sâu của ngư lôi. Dựa vào áp lực nước ảnh hưởng lên vỏ của ngư lôi chúng được điểu chỉnh để hoạt động ở độ sâu năm mét với hai khoang diều áp khí sẽ giữ cho chúng ổn định ở độ sâu đó.
Phần mép của thước đo có một la bàn hồi chuyển để điều chỉnh đuôi của ngư lôi xoay theo đúng hướng. La bàn hồi chuyển có tác dụng hướng ngư lôi thẳng đến mục tiêu theo hướng đã được định sẵn nó cho phép thậm chí ngư lôi phóng từ phía sau cũng sẽ vòng ra trước để đánh vào mục tiêu với điều kiện tàu phóng nó không ở trên đường nó quay đầu lại. Toàn bộ sự di chuyển của đuôi và sự ổn định của ngư lôi đều được dựa vào bộ điều áp khí.
Việc định hướng được thực hiện trước khi phóng ngư lôi. La bàn hồi chuyển của ngư lôi Sanso có đường kính 15 cm và dày 7 hoặc 8 cm tốc độ quay 8.000 vòng/phút. Ngư lôi Sanso có vấn đề với tốc độ của la bàn hồi chuyển trong sử dụng thực tế khi mà nó cần được hỗ trợ lúc phóng khi tàu đang chạy với tốc độ tối đa khoảng 35 knot.
Hải quân Hoàng gia Nhật Bản đã thử nghiệm loại ngư lôi này ở Dainyu, Aga-Minami của thành phố Kure, vùng Hiroshima tại Nhật Bản nhưng loại ngư lôi này cần một địa điểm thử nghiệm rộng hơn nhiều. Sau đó địa điểm thử nghiệm ngư lôi được đời đến đảo Otsu Shima, thành phố Tokuyama, kế bên vùng Hiroshima. Sau đó địa điểm này trở nên nổi tiếng được biết đến như nhà của những người lái ngư lôi cảm tử Kaiten.

### So sánh Kaiten và ngư lôi Type 93

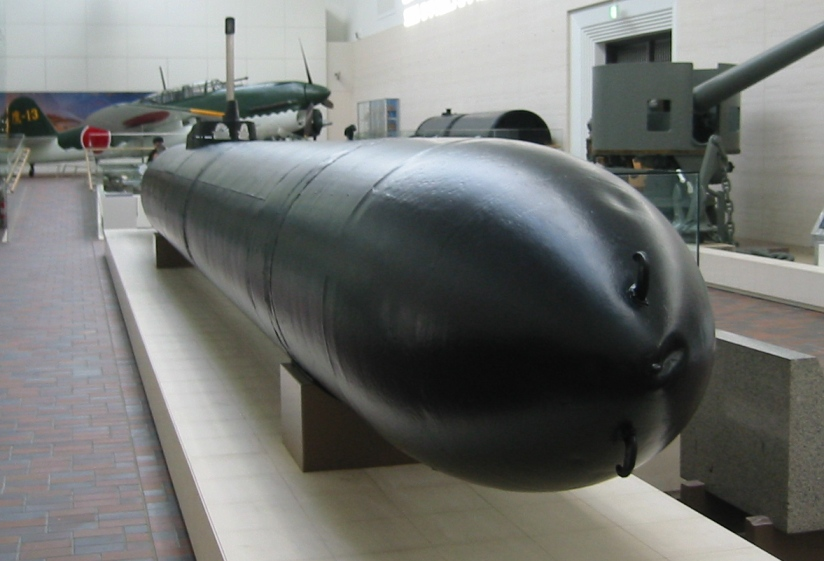
Ngư lôi loại 93 được chỉnh sửa thành Kaiten

Tốc độ quay của la bàn hồi chuyển đã được tăng lên 20.000 vòng/phút và được trang bị cho Kaiten. Đầu đạn của ngư lôi loại 93 có sức nổ 490 kg tương đương khẩu pháo bắn 406 mm nặng một tấn của tàu chiến thuộc hải quân Nhật được được tăng lên 1,6 tấn cho Kaiten. Chỉ cần một ngư lôi loại 93 cũng đủ để đánh chìm hay làm hư hại nặng tàu chiến của quân Đồng Minh, dù vậy Hải quân Hoa Kỳ tuyên bố vào năm 1945 là không có bằng chứng nào cho thấy những chiếc tàu chiến bị chìm một cách đáng ngờ của họ là do bị đâm trực diện bởi Kaiten.
Ngư lôi loại 93 có chiều dài 9,61 m còn Kaiten có chiều dài 15 m.
Ngư lôi loại 93 có trọng lượng 3 tấn còn Kaiten có trọng lượng 8 tấn.
Ngư lôi loại 93 có tầm hoạt động 22.000 m với 52 knot trong khi đó Kaiten có tầm hoạt động 23.000m với 30 knot hay 70.000 m với 12 knot.
Kaiten có khả năng di chuyển chậm dưới mặt nước.